# شیخ عباس قمی
شیخ عباس قمی معروف به محدث قمی (۱۲۹۴–۱۳۵۹ ه‍.ق برابر ۱۲۵۴–۱۳۱۹) است، از محدثان شیعی پرکار قرن چهاردهم هجری و گردآور کتاب مفاتیح‌الجنان است.
معروف‌ترین کتاب وی مفاتیح‌الجنان، منتخبی از دعاها و اعمال است که در کتاب‌های مختلف حدیث، از پیامبر اسلام و امامان شیعه نقل شده و قمی آن‌ها را به صورت موضوعی دسته‌بندی کرده‌است.

## زندگی
شیخ عباس قمی در سال ۱۲۹۴ قمری (۱۲۵۴ خورشیدی) در قم متولد شد. در بیست و دو سالگی به نجف رفت و شش سال آنجا ماند. پس از آن دوباره به ایران برگشت و تا آخر عمر، یعنی تا شصت و پنج سالگی در قم درس خواند و درس داد. (البته مدفن وی در نجف عراق در کنار حرم علی بن ابی‌طالب است)
پدرش محمدرضا، آگاه به احکام دین اسلام بود چنان‌که مردم برای آگاهی از فروع فقهی و وظایف مذهبی خویش به وی رجوع می‌کردند.

### تحصیلات
عباس قمی پس از فراگیری بخشی از علوم دینی مقدمات و سطح در نزد علمای عصر خویش، در حوزه علمیه قم سرانجام در سال ۱۳۱۶ ه‍.ق برای تکمیل تحصیلات در سطوح عالی فقه و اصول به حوزه علمیه نجف رهسپار شد و چون در علوم نقلی به ویژه حدیث استعداد داشت از فقیه و محدث آن عصر حسین بن محمدتقی طبرسی معروف به محدث نوری بیشتر کسب فیض کرد. وی در سال ۱۳۱۸ ه‍.ق به زیارت خانه خدا رهسپار گردید و سپس به سوی قم مراجعت کرد، اما پس از دیدار با والدین و خویشان دوباره به نجف مراجعت و به مجلس محدث نوری وارد شد. محدث نوری در سال ۱۳۲۰ ه‍.ق درگذشت. محدث قمی نیز پس از درگذشت استادش، حدود ۲ سال در شهر نجف ماندگار شد.

## محدث قمی و انقلاب مشروطه
محدث قمی، سرانجام در سال ۱۳۲۲ قمری (۳–۱۲۸۲ خورشیدی) یعنی یک سال پیش از آغاز انقلاب مشروطه و در دوره روی کار آمدن علی اصغر خان امین السلطان صدر اعظم مظفر الدین شاه به وطن بازگشت. در این دوران افکار به ویژه فلسفه سیاسی غرب در ایران رسوخ کرده بود و این افکار موجب اعتراض به حکومت استبدادی قاجار می‌شد.
عباس در سال ۱۳۳۱ ه‍.ق در شهر مشهد سکونت گزید و در طی همین سال‌ها سخنرانی‌های وی و نیز کلاس‌های درس اخلاق او که در هر پنج شنبه و جمعه در مدرسه میرزا جعفر مشهد که اکنون جزء دانشگاه علوم اسلامی رضوی واقع شده‌است برگزار می‌شد.

### دفاع محدث قمی از فضل‌الله نوری
محدث قمی (عباس قمی) جانب مشروعه‌طلبان را گرفت و از مخالفان حکومت مشروطه بود.در مورد فضل‌الله نوری گفته‌اند:
خاتمه کار به شهادت گذشت. در ۱۳ ماه حرام از سال ۱۳۲۷ او رابه دار آویخته و به قتل رساندند.

## محدث قمی و تجدید حوزه علمیه قم
در سال ۱۳۴۰ قمری (۱۳۰۰ خورشیدی) یعنی یک سال پس از تصرف تهران توسط رضاشاه پهلوی، عباس قمی به دعوت عبدالکریم حایری یزدی - که به خواهش علمای عصر خویش برای تجدید مرکزیت حوزه علمیه قم، در این شهر ماندگار شده بود - برای تدریس به حوزه علمیه قم فراخوانده شد و در همین ایام یعنی سال ۱۳۴۴ قمری،  مهم‌ترین کتاب حدیثی ایشان یعنی  سفینةالبحار و مدینه الحکم و الآثار - که فهرست موضوعی تفصیلی برای احادیث کتاب بیش از صد جلدی بحار الانوار تألیف علامه مجلسی است - پس از سالها تلاش شبانه‌روزی مؤلف در دسترس علاقه‌مندان قرار گرفت و به این ترتیب می‌توان گفت او به کتاب بحار الانوار حیات مجدد بخشید. عباس قمی در این کتاب علاوه بر فهرست احادیث و آیات قرآن، گاه به بیان مطالب مهم نیز اهتمام ورزیده و علاوه بر این شرح حال مختصری از مشاهیر و بزرگان علمای شیعه و سنی و حتی برخی از شعرا و ادیبان را نیز ضمیمه کرده‌است. اما البته مزیت اساسی این کتاب آن است که مؤلف، همه آداب ظاهری و باطنی نقل حدیث را از قبیل پاکیزگی ظاهر و باطن و خلوص نیت و پرهیز از اغراض مادی رعایت نموده‌است.

## آثار
از محدث قمی کتابهای بسیاری - که در مجموع به ۶۳ جلد می‌رسد - در رشته‌های رجال، اخلاق، فقه، کلام، لغت، ادعیه و تاریخ و به ویژه حدیث باقی‌مانده‌است که برخی از آن‌ها عبارتند از:
- مفاتیح‌الجنان، مجموعه‌ای از ادعیهٔ منتخب چهارده معصوم. (مشهورترین کتاب وی نیز می‌باشد)، با ترجمه حسین انصاریان به زبان فارسی.
- منازل الآخرة، دربارهٔ روایات و حکایت‌های مرگ و جهان پس از مرگ نگاشته شده‌است.
- منتهی الآمال، دربارهٔ تاریخ چهارده معصوم نگاشته شده‌است.
- سفینة البحار و مدینة الحکم و الآثار، فهرستی ارزشمند و گرانبها از کتاب بحارالانوار و تدوین موضوعی و تلخیص آن
- نفس المهموم، دربارهٔ وقایع کربلا
- مقامات العلیه، خلاصه کتاب معراج السعاده (اثر ملا احمد نراقی)
- الانوار البهیه، دربارهٔ تاریخ چهارده معصوم نگاشته شده‌است.
- تتمهة المنتهی، در تاریخ خلفای راشدین، اموی و برخی از خلفای عباس
- تحفةالاحباب، در علم رجال.
- شرح الوجیزه، درعلم حدیث.
- الکنی و الاقاب، که زندگینامه بسیاری از علمای شیعه و سنی و برخی شاعران، ادیبان، عارفان و امیران است.
- ترجمه مصباح المتهجد، مجموعه‌ای از ادعیهٔ منتخب چهارده معصوم.
- سبیل الرشاد، در عقاید شیعه به ویژه مبدأ و معاد.
- ذخیرة الابرار، که تلخیص کتاب انیس التجار، تألیف مولی مهدی نراقی و در موضوع فقه است.
- فوائد الرضویه
- کلمات لطیفه، (در علم اخلاق)
- الدر النظیم فی لغات القرآن العظیم
- کحل البصر فی سیره سید البشر
- فیض العلام فی وقایع الشهور و الایام (دربارهٔ وقایع ماه‌ها و روزها)
- بیت الاحزان فی مصائب سیدة النّسوان با ترجمه فارسی غم خانه فاطمه الزهرا، سید محمد رضا حسن‌زاده طباطبایی